# Anthias salmopunctatus
Anthias salmopunctatus är en fiskart som beskrevs av Lubbock och Edwards, 1981. Anthias salmopunctatus ingår i släktet Anthias och familjen havsabborrfiskar. IUCN kategoriserar arten globalt som sårbar. Inga underarter finns listade i Catalogue of Life.